# 200 rețete cercate de bucate, prăjituri și alte trebi gospodărești
200 rețete cercate de bucate, prăjituri și alte trebi gospodărești este prima carte de bucate tipărită în limba română. Cartea a fost publicată în 1841 la Iași la editura „Cantora Foiei Sătești” și a fost republicată de două ori în primii cinci ani: în 1842 și 1846. Ediția din 1842 a fost identică cu prima ediție, în timp ce ediția din 1846 a inclus mai multe corecții.

## Autorii
Nu s-au indicat numele autorilor cărții. Totodată, avertismentul din prima ediție despre urmărirea penală în cea mai mare măsură a legii pentru retipărire a fost semnat cu inițialele K. N – M. K. În nuvela sa Iluzii pierdute, apărută în același an și la aceeași editură, Mihail Kogălniceanu menționează că el și domnul K. N. a publicat în comun o carte care „răsturnând toate puterile așezate, călcând în picioare toate pravilele primite de adunare și de obiceiul pământului, are să facă o revoluție strașnică în toată Moldova – întru chipul de a face friganele și găluște; vreau să vorbesc de o colecție de 200 de rețete de feluri de bucate". Nu era un secret pentru nimeni din Iași că această carte a fost scrisă de Costache Negruzzi și Mihail Kogălniceanu, doi tineri aristocrați din Principatul Moldovei, viitori scriitori celebri și personalități politice din România.

## Istorie
Singura sursă de rețete în limba română care a precedat această colecție a fost manuscrisul Carte întru care se scriu mâncările de pește i raci, stridii, melci, legumi, erburi și alte mâncări de sec și de dulce, după orânduiala lor, datată la sfârșitul secolului al XVII-lea și transmisă cu completări din generație în generație până în secolul al XIX-lea. A aparținut inițial bibliotecii Marelui Stolnic al Țării Românești, Constantin Cantacuzino, și uneori i se atribuie acestuia. Există, de asemenea, opinia că manuscrisul datează din prima jumătate a secolului al XVIII-lea și este o traducere din italiană. A fost publicat pentru prima dată în 1997 în cartea O lume într-o carte de bucate: manuscris din epoca brâncovenească.

## Despre carte
În nuvela Iluzii pierdute, Kogălniceanu mai scrie că această carte „are să ne facă cea mai mare reputație – între bucătărițe – și viitorimea recunoscătoare ne va da negreșit frumosul nume de: introducătorii artei culinare în Moldova”. Rețetele au contestat cu adevărat obiceiurile stabilite din regiune. Potrivit istoric culinar Henry Notaker, tinerii autori au fost hotărâți să lumineze societatea moldovenească prin introducerea unor tehnici culinare noi și revoluționare din Occident.

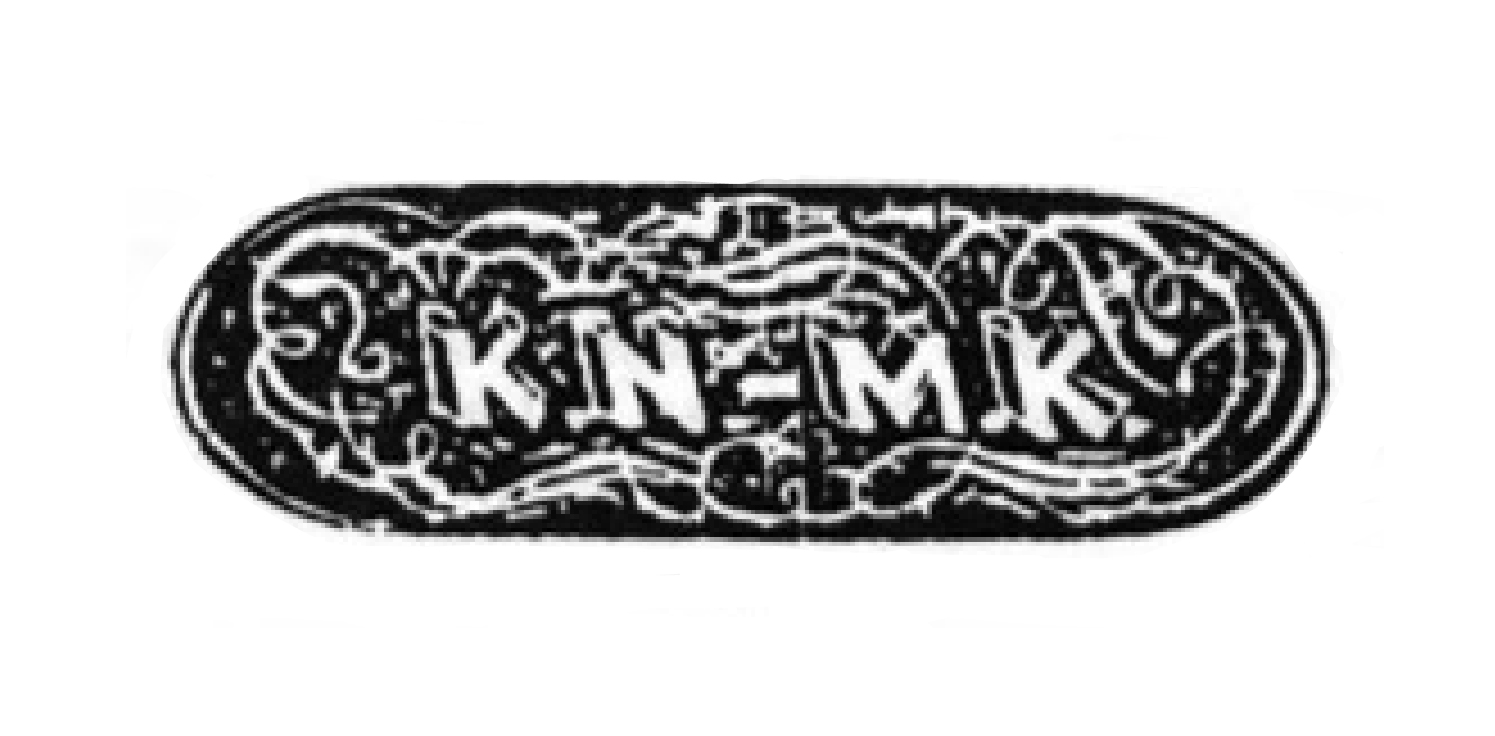
Monograma autorilor la prima ediție din 1841

Notaker notează că istoria și tradiția au fost importante pentru mișcările naționale, iar publicarea cărților de bucate în limbile naționale a fost de mare importanță. Prima carte de bucate a fost publicată în islandeză în 1800, în greacă în 1828, în finlandeză în 1834 și în slovacă în 1871. Cu toate acestea, nu erau o colecție de preparate populare, rețetele fiind împrumutate din bucătăriile europene cu o tradiție mai lungă.
Alături de un număr mic de preparate tradiționale, prima carte românească conține rețete din bucătăria modernă austriacă, maghiară, franceză și germană. Unele dintre rețete sunt preluate din cartea de bucate austriacă a lui Anna Hofbauer și așa-numita carte de bucate naționale maghiare de István Czifray (sau eventual dintr-o sursă comună).
După titlul cărții, rețetele sunt cercate și testate. Acest lucru nu înseamnă neapărat de către autori. Sintagma încercat și testat poate fi folosită în cărțile de bucate europene mai vechi, indicând faptul că rețetele au fost testate și rafinate de-a lungul timpului și, prin urmare, sunt fiabile și eficiente.
Cartea prezintă foarte neuniform diferitele zone culinare, cu o absență aproape completă a rețetelor de pește și un număr semnificativ de deserturi, inclusiv budinci, torturi și jeleuri (zalatine).
Cartea a fost tipărită în alfabetul de tranziție, care folosește atât litere chirilice, cât și latine. Limbajul reflectă particularitățile de utilizare a cuvintelor și pronunției din Moldova secolului al XIX-lea. Cartea folosește în mod predominant vechile unități de măsură moldovenești, bazate pe sistemul de măsură otoman.

## Semnificație istorică
Cartea este un valoros document istoric care reflectă bucătăria, limba și modul de viață al Moldovei în prima jumătate a secolului al XIX-lea. Fiind prima carte de bucate în limba română, a jucat un rol semnificativ în stabilirea terminologiei culinare.
Trei decenii mai târziu, multe dintre rețetele din carte au fost copiate de Ecaterina Steriady pentru cartea sa Buna menajeră. Cartea a fost tipărită pentru prima dată în alfabet latin român în 1973, după care a fost retipărită în România de cel puțin încă șapte ori. În 2023 a apărut o traducere comentată în limba engleză a cărții, iar în 2025 – o ediție bilingvă româno-rusă comentată.
Proiectul Moldova Brunch organizează festivaluri la Iași unde sunt reproduse preparate din cartea 200 rețete cercate….

## Istoricul edițiilor
- Negruzzi, Costache; Kogălniceanu, Mihail (1841). 200 rețete cercate de bucate, prăjituri și alte trebi gospodărești. Iași: Cantora Foiei Sătești.
- Negruzzi, Costache; Kogălniceanu, Mihail (1842). 200 rețete cercate de bucate, prăjituri și alte trebi gospodărești (PDF) (ed. 2). Iași: Cantora Foiei Sătești.
- Negruzzi, Costache; Kogălniceanu, Mihail (1846). 200 rețete cercate de bucate, prăjituri și alte trebi gospodărești (ed. 3). Iași: Tipografia Institutului Albinei.
- Kogălniceanu, Mihail; Negruzzi, Costache (1973).  Titus Moraru, ed. 200 rețete cercate de bucate, prăjituri și alte trebi gospodărești. Cluj-Napoca: Dacia.
- Kogălniceanu, Mihail; Negruzzi, Costache (1998). Carte de bucate boierești: 200 rețete cercate de bucate, prăjituri și alte trebi gospodărești. Cluj-Napoca: Dacia.
- Negruzzi, Costache; Kogălniceanu, Mihail (2004). 200 rețete cercate de bucate, prăjituri și alte trebi gospodărești. Iași: Editura ALFA. p. 150. ISBN 973-8278-39-2.
- Kogălniceanu, Mihail; Negruzzi, Costache (2005). 200 rețete cercate de bucate, prăjituri și alte trebi gospodărești. Iași: Timpul.
- Kogălniceanu, Mihail; Negruzzi, Kostache (2007).  Pandele, Rodica, ed. Carte de bucate boierești: 200 rețete cercate de bucate, prăjituri și alte trebi gospodărești. București: Vremea. p. 107. ISBN 978-9736452802.
- Kogălniceanu, Mihail; Negruzzi, Costache (2011). Carte de bucate boierești: 200 rețete cercate de bucate, prăjituri și alte trebi gospodărești (ed. 2). Cluj-Napoca: Dacia XXI. ISBN 978-606-8214-85-6.
- Kogălniceanu, Mihail; Negruzzi, Kostache (2013). Carte de bucate boierești: 200 rețete cercate de bucate, prăjituri și alte trebi gospodărești. București: Paideia. p. 120. ISBN 978-973-596-914-1.
- Kogălniceanu, Mihail; Negruzzi, Costache (2017).  Papuc, Liviu, ed. 200 de rețete cercate de bucătărie românească și alte trebi gospodărești. Iași: Editura Junimea. p. 354. ISBN 978-973-37-2039-3.
- Negruzzi, Costache; Kogălniceanu, Mihail (2023).  Șvera, Iurii, ed. 200 Proven Recipes for Dishes, Pastries and Other Household Works (în engleză). Tradus de Șvera, Iurii. KDP. ISBN 979-8870261447.
- Negruzzi, Costache; Kogălniceanu, Mihail (2025).  Șvera, Iurii, ed. 200 rețete cercate de bucate, prăjituri și alte trebi gospodărești/ 200 опробованных рецептов блюд, пирогов и других хозяйственных дел (în rusă). Chișinău: Polisalm. p. 480. ISBN 9789975368469.